# Mercedes-Benz Stadium
El Mercedes-Benz Stadium és un estadi multiesportiu situat a la ciutat d'Atlanta a Geòrgia, Estats Units. Des de 2017 juguen com a local els Atlanta Falcons de l'NFL i l'Atlanta United FC de l'MLS. També albergarà el Peach Bowl de la Divisió I de la NCAA i la Super Bowl LIII. L'Estadi està situat al costat del Georgia Dome, antic estadi dels Atlanta Falcons.
L'estadi compta amb un sostre retràctil amb el logo de Mercedes Benz. Té forma de molinet, i es compon de vuit peces triangulars translúcides, que es llisquen en línia recta.